# Hyalinobatrachium
Hyalinobatrachium (лат.) — род бесхвостых земноводных из семейства стеклянных лягушек, обитающих в Новом Свете.

## Описание
Характеризуются наличием выпуклой печени, покрытой белым пигментом и прозрачной брюшиной. У взрослых самцов отсутствует плечевой отдел позвоночника. Кости белые.

## Размножение
Это яйцекладущие земноводные. Самцы обычно поют, призывая самок, сидя на нижней стороне листьев. Самки откладывают один слой яиц, также, на нижнюю сторону листьев.

## Распространение
Широко распространены в обеих Америках, от тропической Мексики до юго-восточной Бразилии и Аргентины.

## Классификация
На февраль 2023 года в род включают 35 видов:
- Hyalinobatrachium adespinosai Guayasamin, Vieira, Glor, and Hutter, 2019
- Hyalinobatrachium anachoretus Twomey at al., 2014
- Hyalinobatrachium aureoguttatum (Barrera-Rodriguez & Ruiz-Carranza, 1989)
- Hyalinobatrachium bergeri (Cannatella, 1980) — Оранжевопалая стеклянная лягушка
- Hyalinobatrachium cappellei Van Lidth de Jeude, 1904
- Hyalinobatrachium carlesvilai Castroviejo-Fisher at al., 2009
- Hyalinobatrachium chirripoi (Taylor, 1958) — Коста-риканская стеклянная лягушка
- Hyalinobatrachium colymbiphyllum (Taylor, 1949) — Зеленоватая стеклянная лягушка
- Hyalinobatrachium dianae Kubicki, Salazar & Puschendorf, 2015
- Hyalinobatrachium duranti (Rivero, 1985)
- Hyalinobatrachium esmeralda Ruiz-Carranza & Lynch, 1998
- Hyalinobatrachium fleischmanni (Boettger, 1893) — Крапчатая стеклянная лягушка
- Hyalinobatrachium fragile (Rivero, 1985)
- Hyalinobatrachium guairarepanense Senaris, 2001
- Hyalinobatrachium iaspidiense (Ayarzaguena, 1992)
- Hyalinobatrachium ibama Ruiz-Carranza & Lynch, 1998
- Hyalinobatrachium kawense Castroviejo-Fisher et al., 2011
- Hyalinobatrachium mashpi Guayasamin et al., 2022
- Hyalinobatrachium mesai Barrio-Amoros & Brewer-Carias, 2008
- Hyalinobatrachium mondolfii Senaris & Ayarzaguena, 2001
- Hyalinobatrachium muiraquitan Oliveira & Hernandez-Ruz, 2017
- Hyalinobatrachium munozorum (Lynch & Duellman, 1973) — Шагреневая стеклянная лягушка
- Hyalinobatrachium nouns Guayasamin et al., 2022
- Hyalinobatrachium orientale (Rivero, 1968)
- Hyalinobatrachium orocostale (Rivero, 1968)
- Hyalinobatrachium pallidum (Rivero, 1985)
- Hyalinobatrachium pellucidum (Lynch & Duellman, 1973) — Прозрачная стеклянная лягушка
- Hyalinobatrachium talamancae (Taylor, 1952) — Желтоватая стеклянная лягушка
- Hyalinobatrachium tatayoi Castroviejo-Fisher at al., 2007
- Hyalinobatrachium taylori (Goin, 1968) — Стеклянная лягушка Тейлора
- Hyalinobatrachium tricolor Castroviejo-Fisher at al., 2011
- Hyalinobatrachium valerioi (Dunn, 1931) — Сетчатая стеклянная лягушка
- Hyalinobatrachium vireovittatum (Starrett & Savage, 1973) — Полосатая стеклянная лягушка
- Hyalinobatrachium viridissimum (Taylor, 1942)
- Hyalinobatrachium yaku Guayasamin at al., 2017

## Галерея

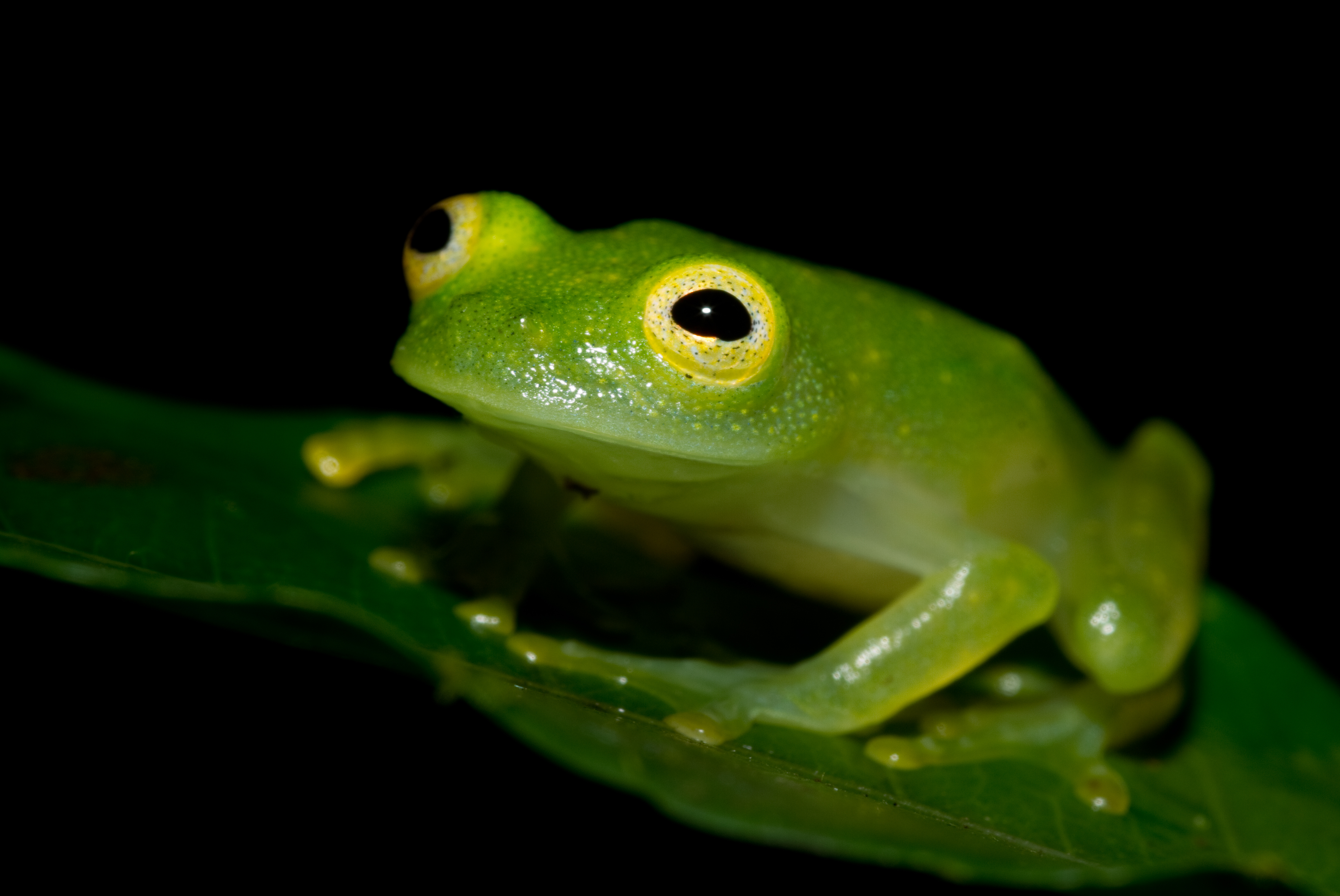
Зеленоватая стеклянная лягушка
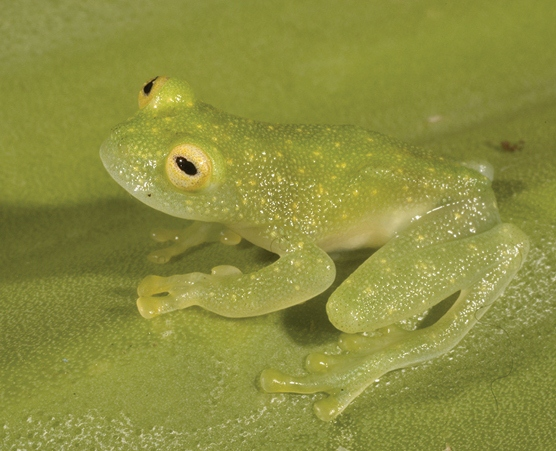
Прозрачная стеклянная лягушка
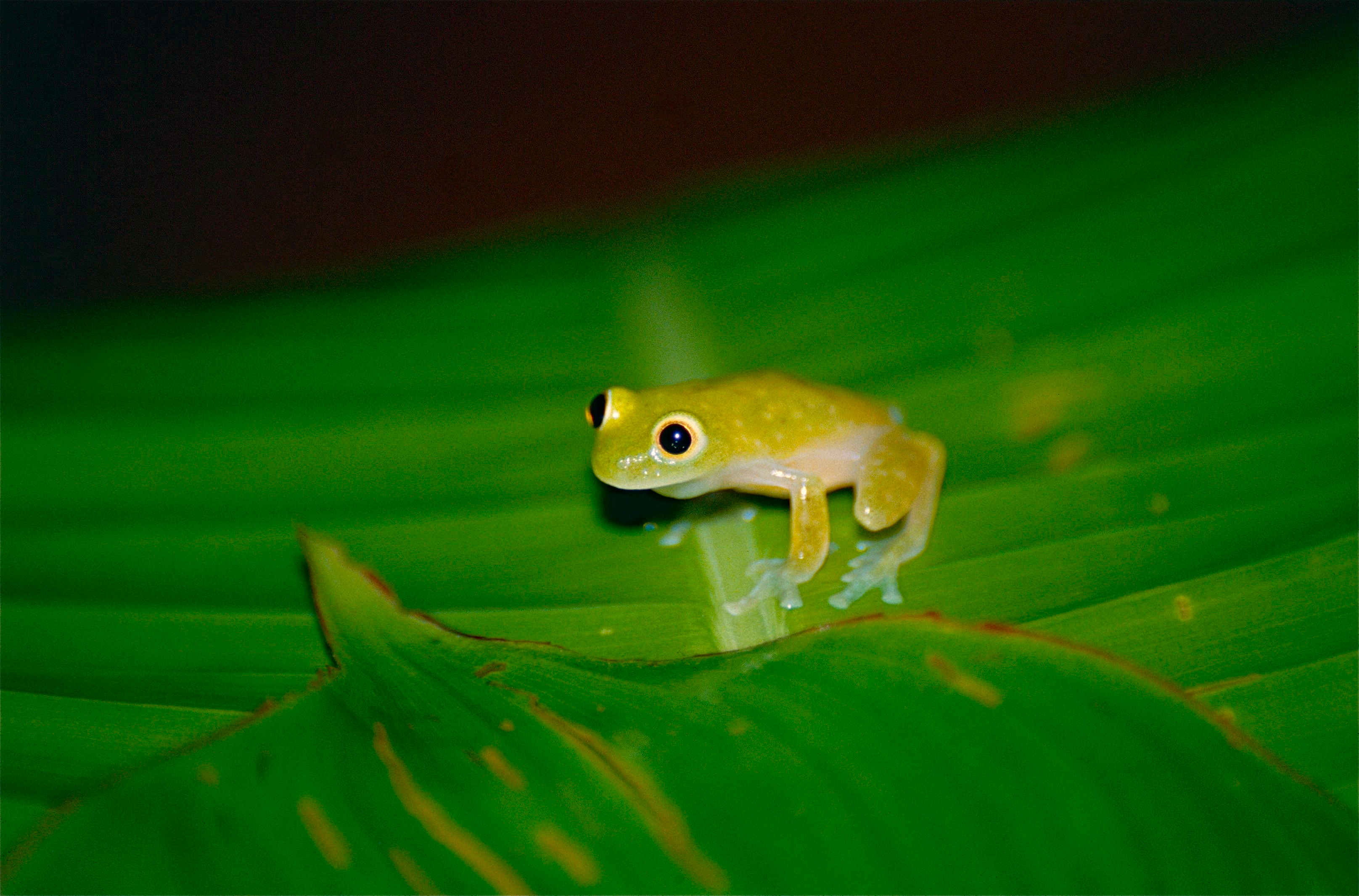
Стеклянная лягушка Тейлора
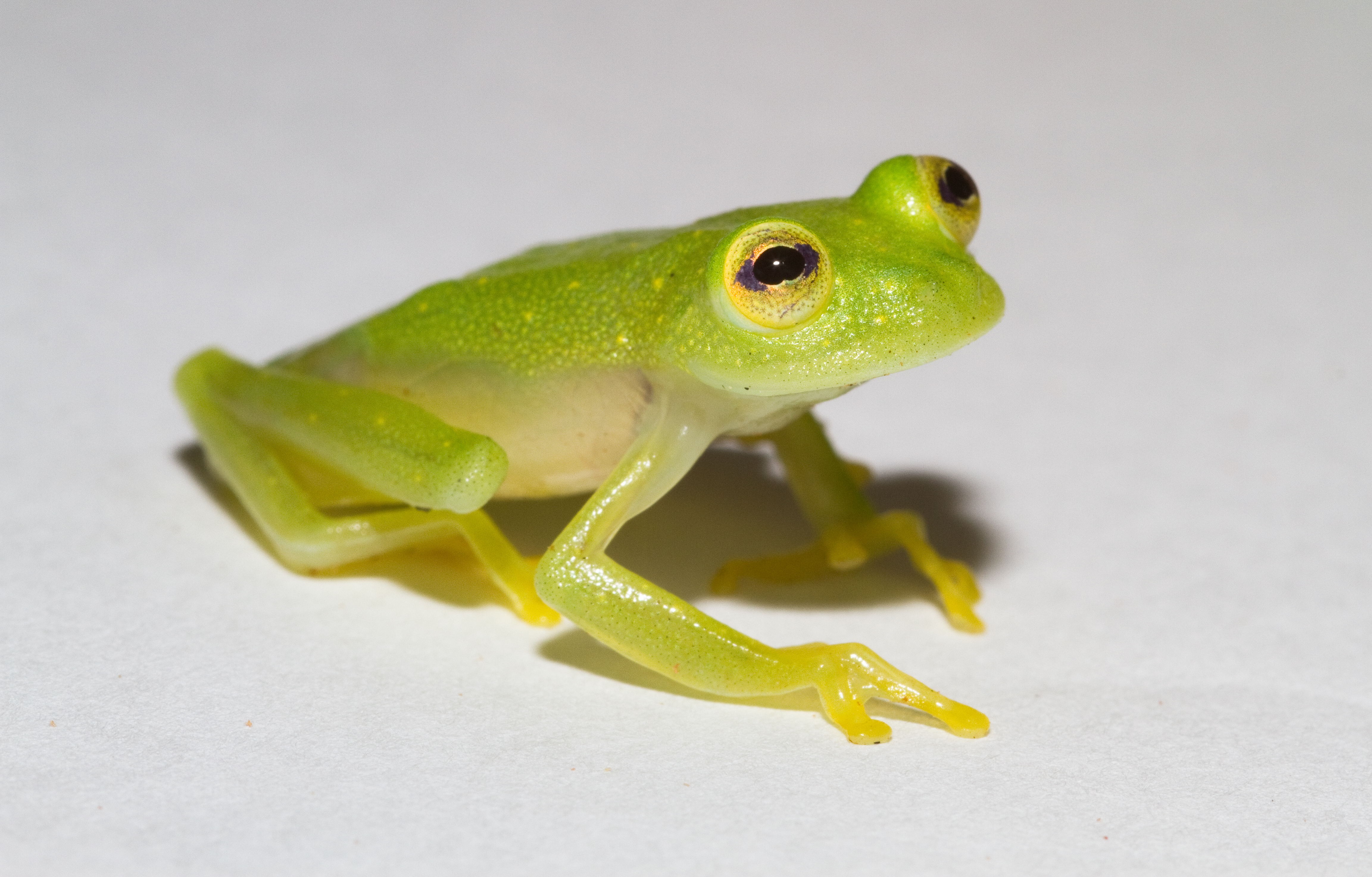
Полосатая стеклянная лягушка
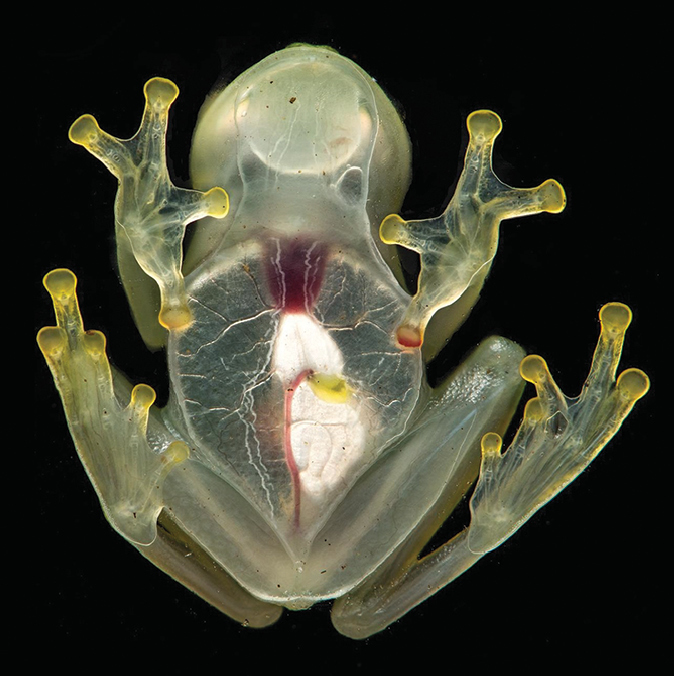
Hyalinobatrachium yaku вид снизу